# Rhaphidophora tonkinensis
Rhaphidophora tonkinensis är en kallaväxtart som beskrevs av Adolf Engler och Kurt Krause. Rhaphidophora tonkinensis ingår i släktet Rhaphidophora och familjen kallaväxter. Inga underarter finns listade.